# Corvo-marinho-japonês
O corvo-marinho-japonês (Phalacrocorax capillatus) é uma espécie de ave da família Phalacrocoracidae. É nativo do Paleárctico oriental. A sua área de distribuição estende-se de Taiwan, para norte abrangendo a Coreia e o Japão, até ao Extremo Oriente Russo.